# Latrodectus mactans

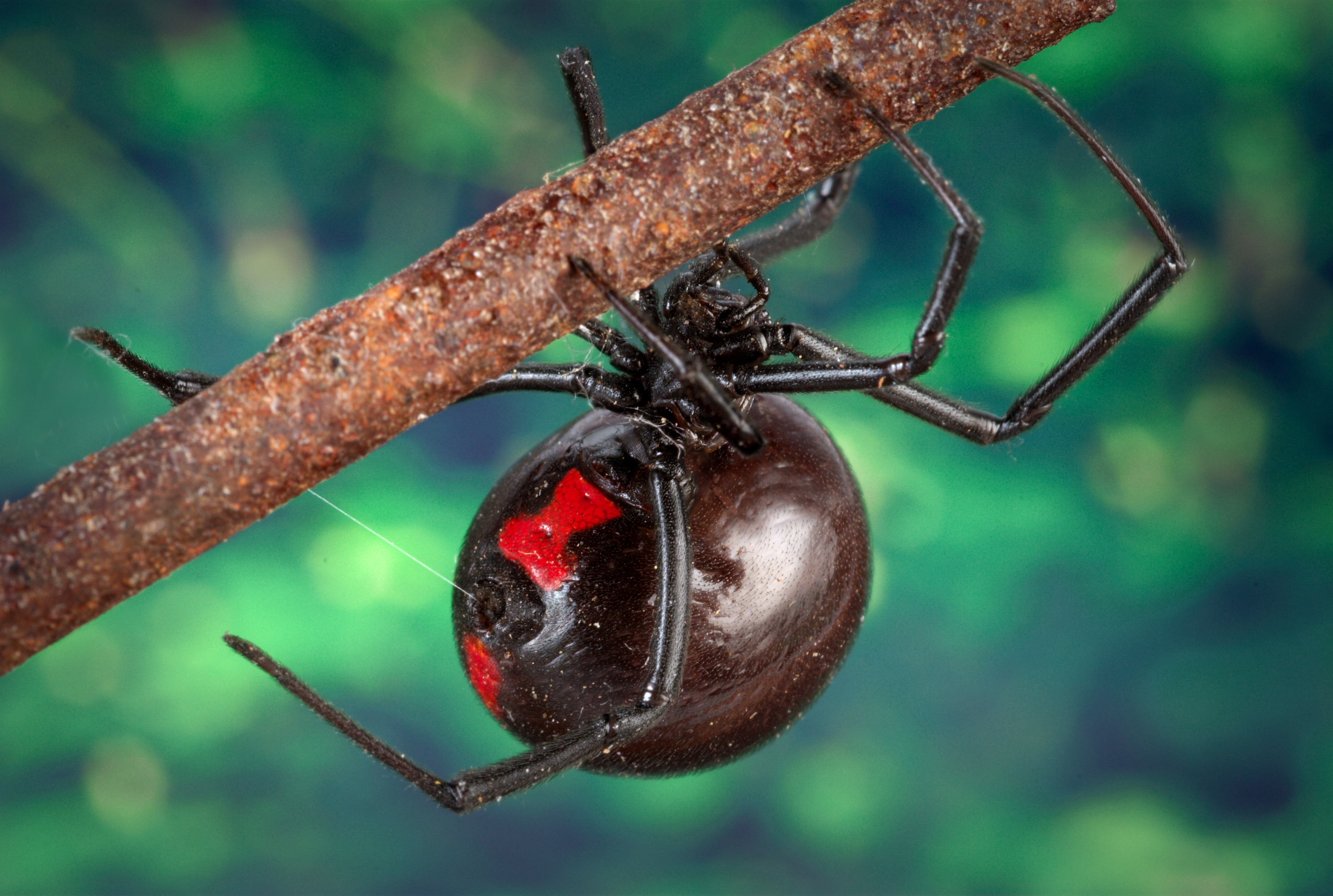
L. mactans

La viuda negra americana (Latrodectus mactans) es una especie de araña araneomorfa de la familia Theridiidae. También se conoce como araña del lino o cuyucha (en Argentina), araña capulina (en México), mico-mico (en Honduras y en Bolivia), casampulga (en El Salvador, Honduras, Guatemala y el sur de México), o simplemente viuda negra. Se distribuyen ampliamente por las regiones nativas de América del Norte. Las hembras son conocidas por su distintivo color negro, y una macha roja con forma de reloj de arena en su abdomen. El veneno de esta araña causa dolor, síntomas neurológicos y puede llegar a ser letal.

## Descripción física

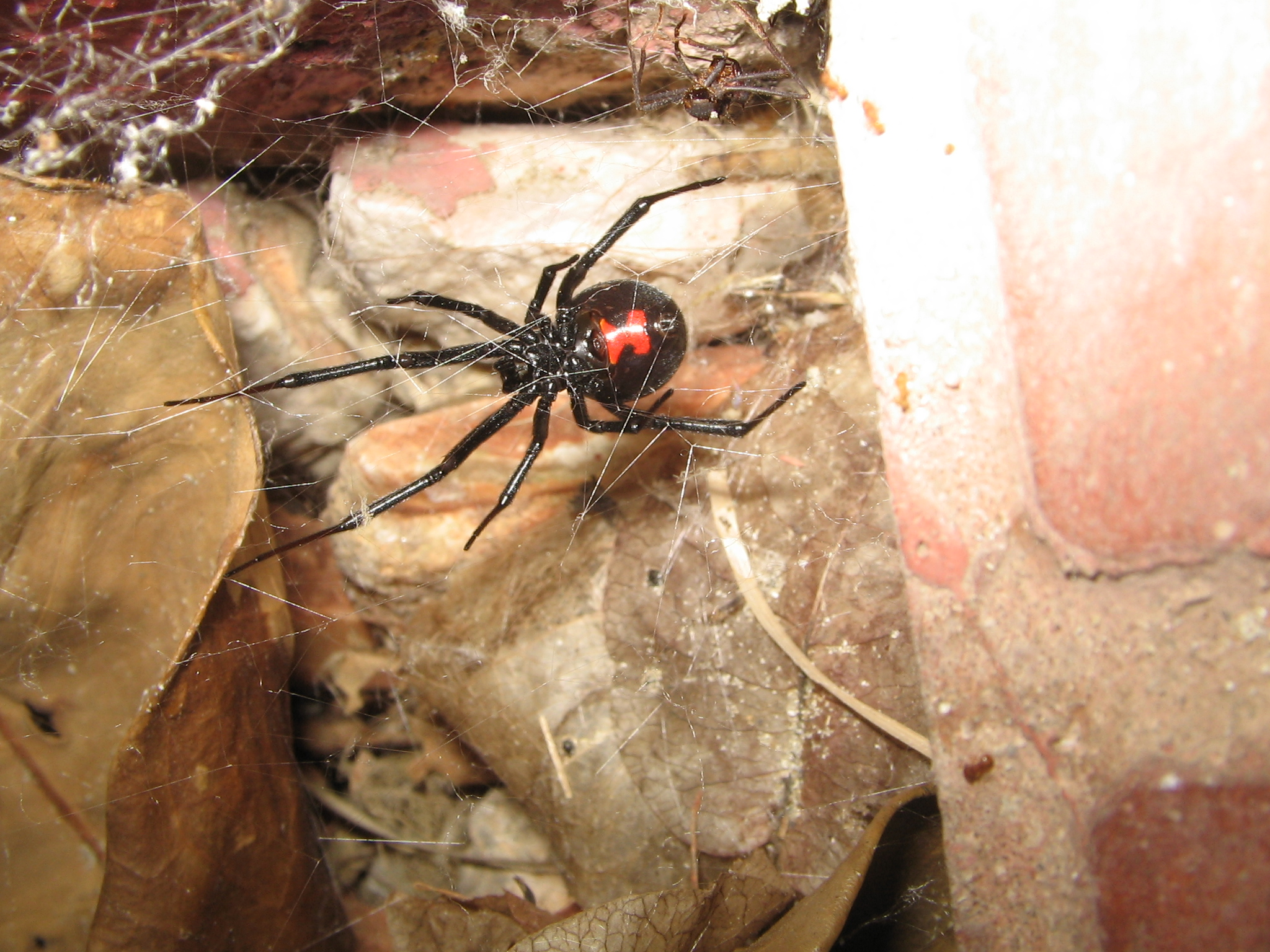
Viuda negra en su telaraña.

La hembra mide hasta unos 50 mm con las patas extendidas. Es de color negro carbón brillante y posee una mancha de color rojo en forma de reloj de arena en la cara inferior del abdomen. El macho mide 12 mm y pesa treinta veces menos. Las patas son grandes y cada empalme es marrón anaranjado en el medio y negro en los extremos. Las patas traseras presentan una especie de pelos que les permiten envolver con seda a sus presas. En los lados del abdomen hay cuatro pares de rayas rojas y blancas. La combinación de colores rojos y negros se interpreta como una coloración de advertencia (aposematismo).
Las crías jóvenes son anaranjadas, marrones y blancas; adquieren su color negro con la edad, o con cada muda.

## Hábitat
Se encuentra principalmente en el Hemisferio occidental, en la región de América del Norte (Estados Unidos y México), de donde se cree que fueron introducidas a América del Sur a causa de actividades humanas. Aunque también se encuentra en otros continentes, como Asia y África. En su hábitat natural, suele vivir cerca de la tierra y en puntos abrigados y oscuros, como entre troncos de madera. Sin embargo, también puede crear sus nidos sobre plantas. La tela de la viuda se puede encontrar en hendiduras debajo de piedras, en plantas y árboles, en grietas o agujeros, en terraplenes de suciedad y en graneros. Así como en sótanos y garajes dentro de las casas en zonas urbanas, en raras ocasiones.

## Comportamiento y ecología

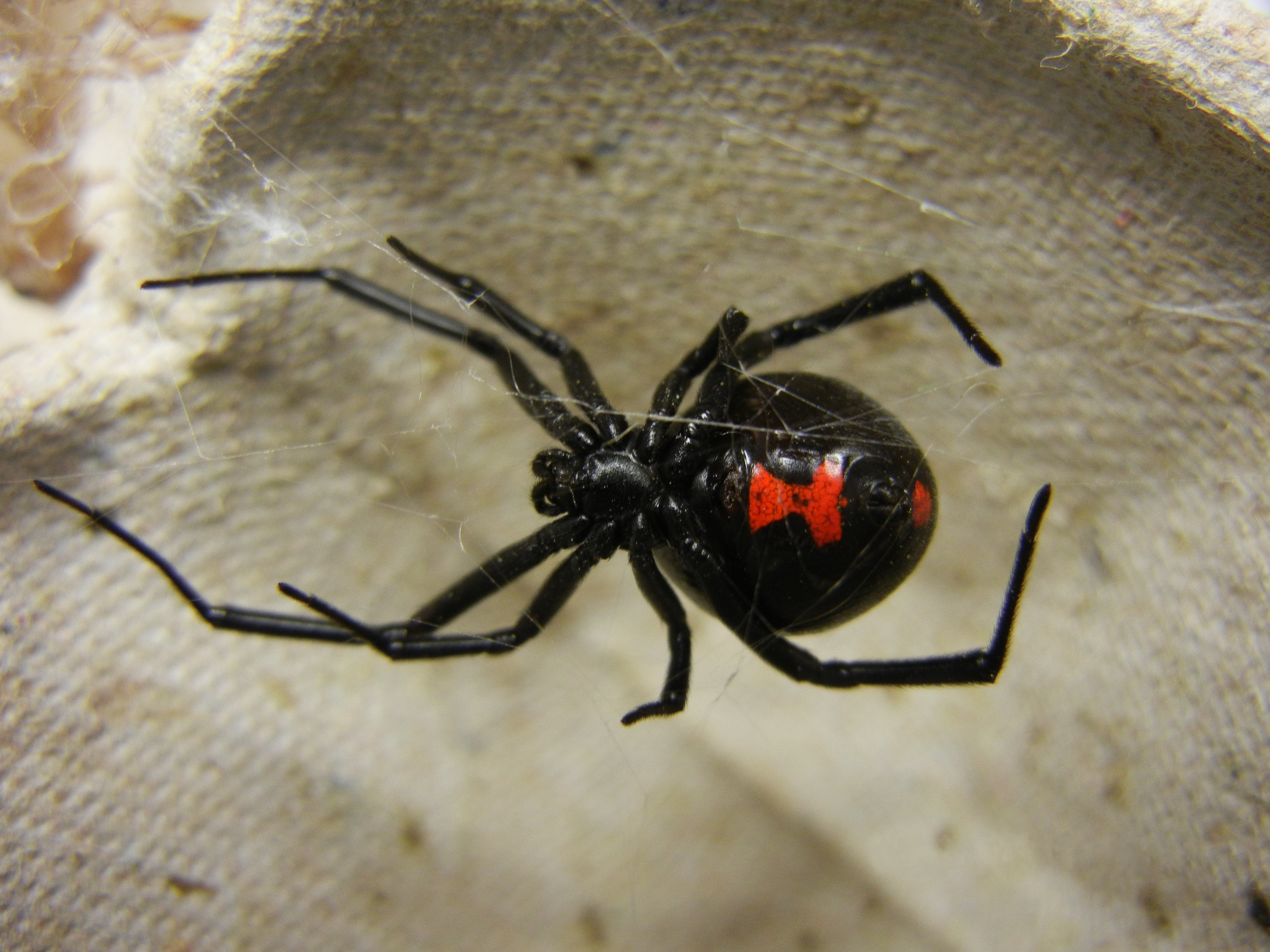
Ejemplar hembra

Las viudas negras no son agresivas y no tienen el instinto de morder; son tímidas, sedentarias, solitarias, caníbales y nocturnas. La única interacción social que muestran es al aparearse. Reciben el nombre popular de viuda negra debido a que generalmente la hembra se come al macho después del apareamiento. Aunque a veces el macho escapa y logra aparearse de nuevo; pero generalmente se queda en la tela de la hembra para servirle de alimento y asegurar una buena puesta. Debido a que mientras está siendo consumido, sigue el apareamiento, y este logra depositar más esperma dentro de la hembra. Se conoce que esta araña puede almacenar el esperma del macho en 2 órganos. De los cuales puede disponer para fertilizar sus huevos en una próxima puesta. Sin embargo, estas células acumuladas pueden intercambiarse por las de un nuevo pretendiente.
Su telaraña es irregular y gruesa, en ella se pueden reconocer tres niveles estructurales: un complejo de hilos de soporte, una zona central de hilos de rosca y de una zona más baja de la trampa. La viuda negra también es muy activa en los meses de otoño y su tela se extiende por todas partes. La mayoría de estas arañas viven solo un año.

### Alimentación

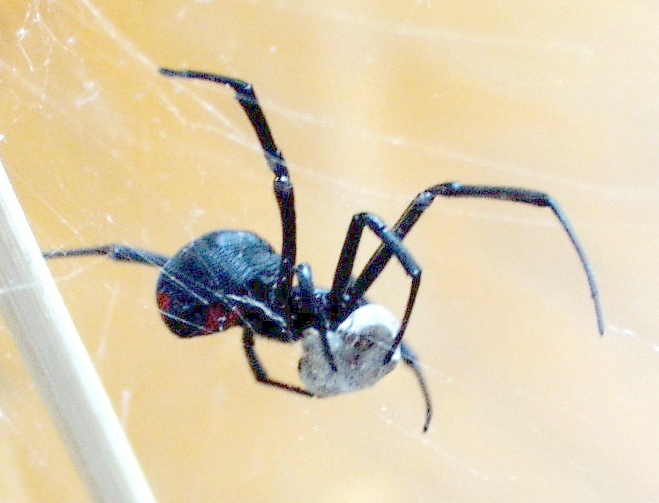
Una viuda negra alimentándose

Son exclusivamente insectívoras y antagónicas entre ellas. Se alimentan habitualmente de insectos; sin embargo, también se alimentan de chinches de madera y otros arácnidos. Normalmente la viuda negra caza a sus presas con su tela, estas caen y se enredan, aprovecha esto para realizar un acercamiento, se da la vuelta y suelta hilo para enredar a sus víctimas ayudándose con sus patas traseras. Cuando están sujetas, la araña se acerca y les asesta un pequeño mordisco inyectándole una dosis de su letal veneno. Una vez muerta la presa, la viuda se acerca y va inyectando sus jugos gástricos, haciendo que se disuelva para poder absorberla. El proceso entero de la digestión ocurre fuera del cuerpo de la araña.

## Veneno
Su veneno es neurotóxico, lo que significa que bloquea la transmisión de impulsos nerviosos, paralizando el sistema nervioso central y produciendo dolores musculares intensos. Se calcula que su veneno es 15 veces más potente que el de la serpiente de cascabel. Si la viuda negra es presionada contra la piel humana, reacciona naturalmente mordiendo para su defensa. 
Los efectos más comunes de la mordedura comprenden dolor abdominal, espasmos musculares abdominales, dificultad para respirar e hipertensión. En algunos varones mordidos se han reportado casos de priapismo, que cedieron con la administración del antídoto. Aunque el veneno de esta araña es peligroso, raramente llega a ser letal. Si la herida es correcta y puntualmente tratada, la víctima se recupera totalmente. La mordedura de una viuda negra es distinguida por una herida doble. Los niños y los adultos que no están en buenas condiciones físicas sufren más la mordedura pudiendo tener, en estos casos, consecuencias mortales.
Los antídotos tradicionales producen efectos colaterales y los dolores pueden seguir hasta setenta y dos horas después.